# Peer Steinbrück
Peer Steinbrück (Hamburg, 10 januari 1947) is een Duits politicus van de SPD. Hij was onder meer minister-president van de deelstaat Noordrijn-Westfalen (2002-2005) en federaal minister van Financiën in het eerste kabinet van Angela Merkel (2005-2009). Bij de bondsdagverkiezingen van 2013, waar hij namens de SPD aantrad als lijsttrekker, werd hij door kanselier Merkel verslagen.

## Politieke carrière
Steinbrück werd in 1969 lid van de SPD. Aanvankelijk was hij binnen die partij vooral achter de schermen actief. Vanaf de tweede helft van de jaren zeventig tot begin jaren tachtig was hij werkzaam op het federale ministerie van Onderzoek en Technologie, waar hij adviseur was van de achtereenvolgende ministers Hans Matthöfer, Volker Hauff en Andreas von Bülow. Tussendoor was hij in diezelfde periode onderzoeksassistent bij het Bundeskanzleramt van de toenmalige bondskanselier Helmut Schmidt. In 1985 stapte hij over naar de deelstaatpolitiek van Noordrijn-Westfalen, waar hij tot 1990 stafchef was van de toenmalige minister-president Johannes Rau.
In 1990 werd Steinbrück staatssecretaris van Milieu (en later van Economie) in de regering van Sleeswijk-Holstein. Tussen 1993 en 1998 was hij in deze deelstaat minister van Economie en Verkeer, een functie die hij aansluitend ook bekleedde in de regering van Noordrijn-Westfalen (1998-2000). In 2000 werd hij verkozen in de Landdag van Noordrijn-Westfalen en werd hij aangesteld als minister van Financiën van die deelstaat. Toen minister-president Wolfgang Clement, een partijgenoot, in 2002 vroegtijdig aftrad, werd Steinbrück benoemd tot diens opvolger. Steinbrück trad op 6 november van dat jaar aan als minister-president van Noordrijn-Westfalen en maakte de termijn van Clement, die nog tot 2005 liep, af. Bij de Landdagverkiezingen van 2005 leed de SPD, met Steinbrück als lijsttrekker, een bittere nederlaag: de CDU werd de grootste partij en de SPD werd voor het eerst sinds 1966 veroordeeld tot de oppositie. Steinbrück moest dus aftreden en werd op 22 juni 2005 als minister-president opgevolgd door de lokale CDU-leider Jürgen Rüttgers.
Enkele maanden na zijn verkiezingsdebacle werd Steinbrück naar Berlijn gehaald om minister van Financiën te worden in de federale Duitse regering. Hij nam hiermee zitting in het kabinet-Merkel I, dat een Grote coalitie betrof tussen de Union en de SPD. Als minister van Financiën speelde Steinbrück een belangrijke rol tijdens de kredietcrisis. Na de bondsdagverkiezingen van 2009, waarbij de SPD een historische nederlaag leed, keerden Steinbrück en zijn partij niet meer in de regering terug. Steinbrück nam als parlementslid wel zitting in de Bondsdag, waar hij tot 2016 actief bleef. 

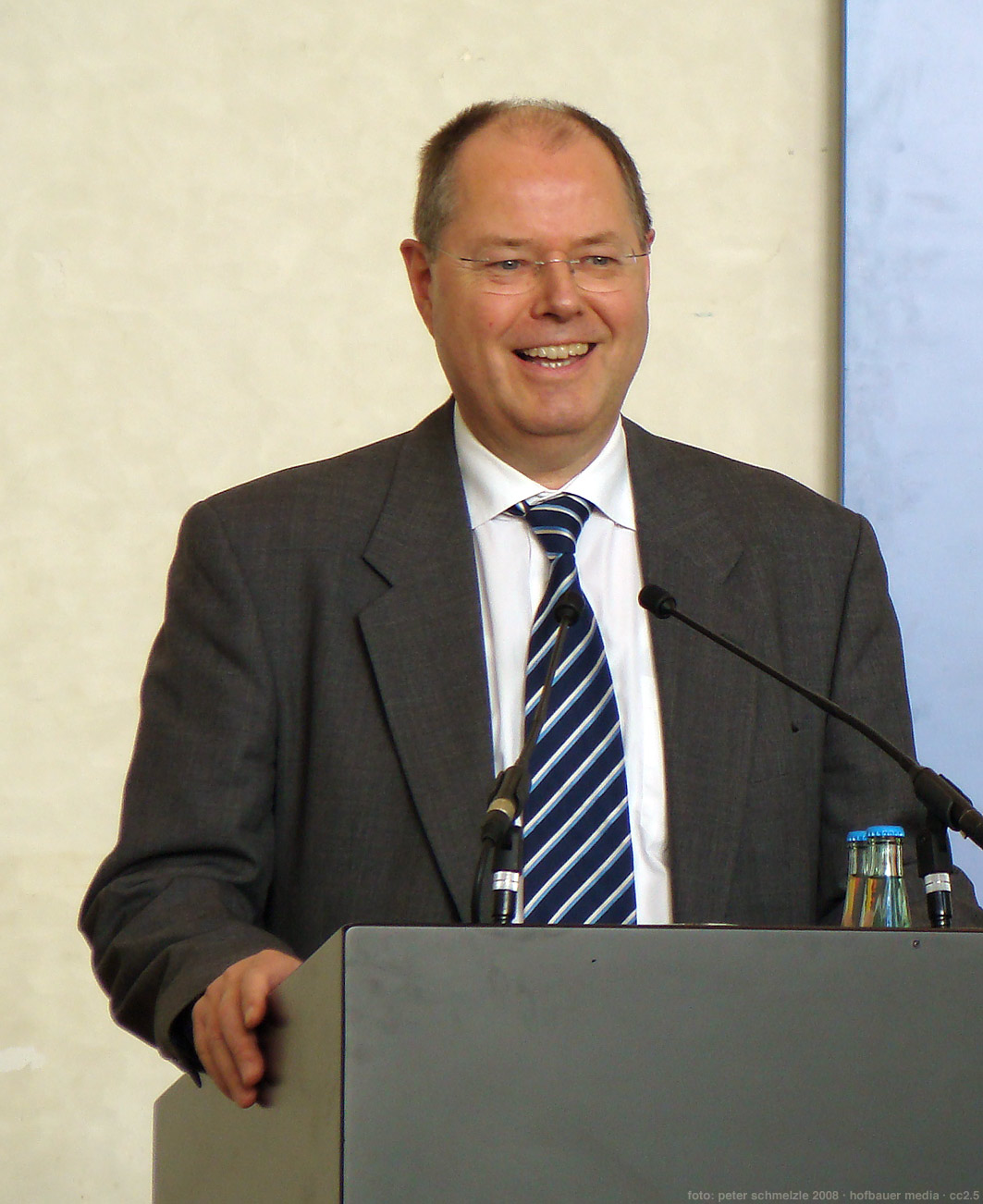
Peer Steinbrück

### Kanselierskandidaat
Steinbrück, die economie studeerde, gold binnen de SPD als pragmatisch en economisch eerder liberaal. Desondanks, of juist daarom, werd hij in 2012 aangewezen als lijsttrekker voor de bondsdagverkiezingen van 2013. Kort hierna kwam hij echter in opspraak door een artikel in Der Spiegel over zijn vele betaalde nevenactiviteiten. Steinbrück was commissaris bij een groot staalbedrijf (ThyssenKrupp), bestuurslid van de voetbalclub Borussia Dortmund, schrijver van boeken en spreker in het exclusieve circuit. Volgens Der Spiegel schnabbelde Steinbrück zo in vier jaar een vermogen van acht ton bijeen naast zijn reguliere inkomen van 12.000 euro per maand (8000 euro salaris en 4000 euro onkostenvergoeding) als lid van de Bondsdag, waar hij zich zelden zou vertonen.
Vanwege de ontstane consternatie gaf Steinbrück zijn betaalde optredens op, maar de kritiek op zijn functioneren hield aan. Zijn verkiezingscampagne werd omschreven als uiterst ongelukkig en niet zeer professioneel. Vooral een foto waarop hij zijn opgestoken middelvinger toonde, was omstreden.
Bij de verkiezingen slaagde Steinbrück erin om de SPD een redelijke zetelwinst te bezorgen: de partij steeg in de Bondsdag van 146 naar 193 zetels. Dat was echter bij lange na niet genoeg om de CDU bij te benen, die een nog grotere overwinning behaalde. Steinbrücks ambitie om bondskanselier te worden werd hierdoor niet vervuld. In het hieropvolgende kabinet-Merkel III was de SPD wel vertegenwoordigd, maar zonder Steinbrück; hij gaf aan geen ministerschap meer te willen bekleden.